# Wo Jia
Wo Jia (沃甲S), anche conosciuto come Qiang Jia (羌甲S), Kai Jia (開甲S) o Long Jia (龍甲S), nome personale Zi Yu (子逾S) (... – 1465 a.C.) è stato un sovrano cinese della dinastia Shang, che regnò dal 1490 a.C. fino all'anno della sua morte.
Nello Shiji (Memorie di uno storico) viene indicato da Sima Qian come il quindicesimo sovrano Shang, succeduto al fratello Zu Xin (祖乙S). Salì sul trono nell'anno di Renyan (壬寅S), stabilendo Bi (庇S) come capitale. Regnò per circa 25 anni (secondo altre fonti solo 20) e gli venne assegnato il nome postumo di Wo Jia e gli succedette il nipote Zu Ding (沃甲S).
Alcune incisioni oracolari su osso rinvenuti a Yin Xu, invece, lo indicano come il quattordicesimo sovrano Shang ed il nome postumo sarebbe stato Qiang Jia (羌甲S).